# Море Познанное
Мо́ре Позна́нное (лат. Mare Cognitum) — море на видимой стороне Луны. Часть Океана Бурь; лежит в его гипотетическом бассейне.
Как и многие другие участки Океана Бурь, это море покрыто лавой, излившейся в позднеимбрийской эпохе.
С северо-запада море ограничивают Рифейские горы, которые являются остатками крупных кратеров.
Море Познанное названо так, потому что именно здесь приземлился Рейнджер-7. Немного севернее моря приземлились Сервейер-3, Аполлон-12. Также недалеко отсюда, в формации Фра Мауро, осуществил посадку Аполлон-14.